# خورخي فرانكو خيمينيز
خورخي فرانكو خيمينيز هو سياسي مكسيكي، ولد في 6 ديسمبر 1943 في أوخاكا في المكسيك. نشط حزبياً في الحزب الثوري المؤسساتي. وقد انتخب عضو مجلس الشيوخ المكسيكي ‏.